# Bộ Tham mưu, Tổng cục Kỹ thuật Quân đội nhân dân Việt Nam
Bộ Tham mưu trực thuộc Tổng cục Kỹ thuật thành lập ngày 10 tháng 9 năm 1974 là cơ quan chỉ huy, tham mưu của Tổng cục Kỹ thuật, đặt dưới sự lãnh đạo toàn diện của Đảng ủy Tổng cục Kỹ thuật, trực tiếp là sự lãnh đạo của Đảng ủy Bộ Tham mưu và chỉ huy, quản lý toàn diện của Chủ nhiệm Tổng cục Kỹ thuật nhằm thực hiện nhiệm vụ chiến đấu và sẵn sàng chiến đấu.

## Chức năng
Bộ Tham mưu thuộc Tổng cục Kỹ thuật có chức năng tham mưu cho Đảng ủy và Chủ nhiệm Tổng cục Kỹ thuật chỉ đạo ngành Kỹ thuật toàn quân thực hiện các nội dung công tác kỹ thuật trong Quân đội và dân quân tự vệ, thực hiện chức năng quản lý Nhà nước về công tác quân sự trong Tổng cục Kỹ thuật. Chỉ đạo nghiệp vụ công tác tham mưu kỹ thuật trong toàn quân. Chỉ huy, chỉ đạo, điều hành toàn diện công tác quân sự trong Tổng cục Kỹ thuật gồmː tác chiến, tổ chức lực lượng, huấn luyện, thông tin, cơ yếu, kỹ thuật, xây dựng chính quy.

## Lãnh đạo hiện nay
- Tham mưu trưởngː Thiếu Tướng Phùng Ngọc Sơn, Phó Chủ nhiệm Tổng cục Kỹ thuật

## Tổ chức Đảng
Từ năm 2006 thực hiện chế độ Chính ủy, Chính trị viên trong Quân đội. Tổ chức Đảng bộ của Bộ Tham mưu như sau:
- Đảng bộ Tổng cục Kỹ thuật là cao nhất.
- Đảng bộ Bộ Tham mưu thuộc Đảng bộ Tổng cục Kỹ thuật
- Đảng bộ các đơn vị trực thuộc Bộ Tham mưu (tương đương cấp Tiểu đoàn và Trung đoàn)
- Chi bộ các cơ quan đơn vị trực thuộc các đơn vị cơ sở (tương đương cấp Đại đội)

Ban Thường vụ của Bộ Tham mưu gồmː
- Bí thư Đảng ủy Bộ Tham mưuː Phó Tham mưu trưởng đảm nhiệm
- Phó Bí thư Đảng ủy Bộ Tham mưuː Tham mưu trưởng đảm nhiệm.
- Ủy viên Thường vụ Bộ Tham mưuː Thường là các Phó Tham mưu trưởng còn lại.

## Tổ chức chính quyền

### Cơ quan
- Phòng Kế hoạch - Tổng hợp
- Phòng Chính trị
- Phòng Quân huấn - Nhà trường
- Phòng Quản lý Xí nghiệp - Sửa chữa
- Phòng An toàn, Bảo hộ lao động Quân đội
- Phòng Quân lực
- Phòng Tác chiến
- Phòng Vật tư
- Phòng Kỹ thuật
- Phòng Thông tin
- Phòng Cơ yếu
- Phòng Tiêu chuẩn - Đo lường - Chất lượng
- Ban Bản đồ
- Ban Tài chính
- Ban Công nghệ Thông tin
- Phòng Hành chính

### Cơ sở
- Đoàn 15
- Trung tâm huấn luyện 334[6]
- Trung tâm Kiểm định Kỹ thuật an toàn Quân đội
- Tiểu đoàn 18

## Khen thưởng
- Huân chương Chiến công hạng Ba (1995).
- Huân chương Bảo vệ Tổ quốc hạng Ba (2009).
- Huân chương Bảo vệ Tổ quốc hạng Nhì (2017).

## Hệ thống cơ quan Tham mưu trong Quân đội
- Bộ Tổng Tham mưu thuộc Bộ Quốc phòng.
- Bộ Tham mưu thuộc các Quân khu, Quân đoàn, Quân chủng, Binh chủng, Tổng cục, Bộ đội Biên phòng, Cảnh sát biển, Học viện Quốc phòng, Bộ Tư lệnh Thủ đô Hà Nội, và tương đương.
- Phòng Tham mưu thuộc các Sư đoàn, Lữ đoàn, Vùng Cảnh sát biển, Bộ Chỉ huy quân sự tỉnh, thành phố trực thuộc Trung ương, Bộ chỉ huy Biên phòng tỉnh, thành phố trực thuộc Trung ương và tương đương.
- Ban Tham mưu thuộc các Trung đoàn, Ban chỉ huy quân sự quận, huyện, thị xã và tương đương.

## Phó Chủ nhiệm kiêm Tham mưu trưởng qua các thời kỳ
| TT | Họ tên Năm sinh-năm mất     | Thời gian đảm nhiệm | Cấp bậc tại nhiệm   | Chức vụ cuối cùng                             | Ghi chú                                                         |
| -- | --------------------------- | ------------------- | ------------------- | --------------------------------------------- | --------------------------------------------------------------- |
| 1  | Trần Sâm (1918-2009)        | 1974-1975           | Trung tướng (1974)  | Thượng tướng (1986) Thứ trưởng Bộ Quốc phòng  | Phó Bí thư Đảng ủy Tổng cục (1974-1975)                         |
| 2  | Phạm Như Vưu (1920-)        | 1978-1985           | Đại tá Thiếu tướng  |                                               |                                                                 |
| 3  | Phan Thái (1928-)           | 1985-1987           | Thiếu tướng (1984)  |                                               |                                                                 |
| 4  | Phạm Thanh Liêu             | 1987-1994           | Đại tá              | Cục trưởng Cục Kế hoạch                       |                                                                 |
| 5  | Trần Ngọc Anh               | 1994-2000           | Thiếu tướng         | Phó Chánh Thanh tra Bộ Quốc phòng (2001-2005) | Nguyên Chủ nhiệm Kỹ thuật Quân đoàn 3                           |
| 6  | Nghiêm Sỹ Chúng (1945-2017) | 2000-2005           | Thiếu tướng (2001)  |                                               | Nguyên Chủ nhiệm Kỹ thuật Quân khu 1                            |
| 7  | Nguyễn Châu Thanh (1954-)   | 2005-2007           | Thiếu tướng         | Trung tướng, Chủ nhiệm Tổng cục Kỹ thuật      | Nguyên Cục trưởng Cục Kỹ thuật, Quân khu 7                      |
| 8  | Phạm Dũng Tiến (1956-)      | 2007-2016           | Thiếu tướng (2009)  |                                               | Phó Giáo sư, Tiến sĩ, Nguyên Cục trưởng Cục Kỹ thuật Binh chủng |
| 9  | Nguyễn Văn Ninh (1959-)     | 2016-2019           | Chuẩn Đô đốc (2009) |                                               | Nguyên Phó Tư lệnh Quân chủng Hải quân                          |
| 10 | Trần Minh Đức (1966-)       | 2019-2020           | Thiếu tướng (2018)  | Chủ nhiệm Tổng cục Kỹ thuật                   |                                                                 |
| 11 | Phùng Ngọc Sơn              | 2020-nay            | Thiếu tướng (2016)  |                                               | Nguyên Tư lệnh Binh chủng Công binh                             |

## Phó Tham mưu trưởng qua các thời kỳ
- 2000-2005, Nguyễn Đình Thắng, Đại tá
- 2000-2009, Hoàng Định, Đại tá
- 2001-2009, Nguyễn Văn Biển, Đại tá
- 2005-2012, Cao Sơn Hải, Đại tá
- 2007-2009, Đoàn Nhật Tiến, Đại tá, sau Trung tướng, Viện trưởng Viện Khoa học Công nghệ Quân sự
- 2009-2013, Phạm Văn Sinh, Đại tá
- 2009-2013, Trịnh Đình Tư, Đại tá, sau Thiếu tướng, Phó Chủ nhiệm Tổng cục Kỹ thuật
- 2010-2015, Ngô Tất Thắng, Đại tá
- 2012-2014, Đỗ Đình Phong, Đại tá, sau Thiếu tướng, Cục trưởng Cục Kỹ thuật Binh chủng
- 2013-2016, Trần Minh Đức, Đại tá, sau Thiếu tướng, Cục trưởng Cục Xe-Máy, Phó Chủ nhiệm kiêm Tham mưu trưởng Tổng cục Kỹ thuật
- 2013-2018, Hoàng Tiến Tùng, Đại tá, sau Thiếu tướng, Phó Chủ nhiệm Tổng cục Kỹ thuật
- 2015-2019, Đỗ Đình Phong, Đại tá, sau Thiếu tướng, Cục trưởng Cục Kỹ thuật-Binh chủng
- 2016-2018, Nguyễn Minh Tuấn, Đại tá
- 2015-2020, Đoàn Minh Định, Đại tá, sau Phó Chủ nhiệm Tổng cục Kỹ thuật
- 2018-nay, Nguyễn Quang Anh, Đại tá
- 2018-nay, Đỗ Anh Tuấn, Đại tá, nguyên Phó Cục trưởng Cục Kỹ thuật Quân chủng Hải quân